# Simeone Duca
Monsignor Simeone Duca (Zadar, 27. rujna 1915. – Rim, 28. ožujka 2006.), hrvatski teolog.
Dugogodišnji tajnik Vatikanskog Tajnog arhiva, nositelj počasnog naslova Prabilježnika (Protonotara) Svete Stolice i osobni Prelat njegove Svetosti (Pape). Prvi počasni Doktor Sveučilišta u Zadru, te jedan od najvećih donatora grada Zadra i katoličke crkve u Hrvatskoj.
Rođen 27. rujna 1915. u zadarskim Arbanasima, Simeone Duca završio je teologiju na zadarskoj bogosloviji. Po završetku školovanja preuzeo je župu u Dračevcu, a po pozivu zadarskog nadbiskupa Pietra Doimo Munzonija postaje njegov tajnik. Zajedno s nadbiskupom Munzonijem napustio je Zadar poslije kapitulacije Italije i svršetka Drugog svjetskog rata. U Vatikanu je nastavio školovanje, te je u Rimu na Papinskom lateranskom sveučilištu postigao doktorat obaju prava (civilnog i kanonskog), specijalizirao se za arhivistiku, pa je bio i tajnik vatikanskog Tajnog arhiva (zajedno s Bazilijem Pandžićem napisao je i vrstan priručnik o crkvenoj arhivistici, objavljen 1967.). 
Darovao je novac za gradnju i obnovu sedam crkava u Zadru, a gradio je crkve i u Albaniji i Italiji. Grad Zadar mu je 2000. dodijelio nagradu za životno djelo, a proglašen je i počasnim Doktorom Sveučilišta u Zadru, posebice zbog velike donacije za obnovu kapele sv. Dimitrija, čija velika kupola dominira Sveučilištem.
Njegovim novcem obnovljene su župna crkva Gospe Loretske u Arbanasima, zadarska crkva Gospe od Zdravlja, crkva sv. Ante Padovanskog u Smiljevcu, sagrađena je crkva svete Marije na mjestu trošne kapele u Dračevcu, gdje je Simeone Duca bio župnik 1942., zatim Kraljice Svete Krunice (Gospe od Ružarija) u Pridrazi, Svetog Jurja u Kruševu, Uznesenja Marijina u Dračevcu itd. 
Kao Arbanas, Duca je bio povezan sa svojom sunarodnjakinjom majkom Terezom Calcuttskom, pa je i na njezinu inicijativu inicirao i platio ponovnu gradnju svetišta Gospe od Dobrog Savjeta u Skadru, pošto je prethodno svetište posve razrušeno za vladavine Envera Hoxhe. 
Monsignor Duca umro je u Rimu u 91. godini života, te je pokopan u zadarskoj crkvi Gospe od zdravlja (koju je sam obnovio) u Zadru, uz grobnicu nadbiskupa Vicka Zmajevića koji je zaslužan za dolazak Arbanasa u Zadar.